# وولورث سوپرمارکتس
وولورث سوپرمارکتس (انگلیسی: Woolworths Supermarkets) شرکت خرده‌فروشی استرالیایی است، که در سالز۱۹۲۴ تأسیس شد.